# جوني لوغان
جوني لوغان (بالإنجليزية: Johnny Logan)‏ هو لاعب كرة قاعدة أمريكي، ولد في 23 مارس 1927 في إنديكوت في الولايات المتحدة، وتوفي في 9 أغسطس 2013 في ميلواكي في الولايات المتحدة.

## وصلات خارجية
- جوني لوغان على موقع دوري كرة القاعدة الرئيسي (الإنجليزية)
- جوني لوغان على موقع الدوري الياباني لكرة القاعدة (الإنجليزية)
- جوني لوغان على موقعبيزبول رفرنس.كوم (الدوري الرئيسي) (الإنجليزية)
- جوني لوغان على موقع إي إس بي إن.كوم (أم.أل.بي) (الإنجليزية)
- جوني لوغان على موقع مشجعي الرسوم البيانية (الإنجليزية)